# Comitatul Juneau, Wisconsin
Comitatul  Juneau este situat  în statul Wisconsin din Statele Unite. Sediul acestuia este Mauston. Conform recensământului din anul 2000, populația sa era de 24.316 de locuitori.

## Demografie
|  | Graficele sunt indisponibile din cauza unor probleme tehnice. Mai multe informații se găsesc la Phabricator și la wiki-ul MediaWiki. |

Date: Wikidata - grafică realizată de Wikipedia